# Михайленко Сергій Михайлович
Сергій Михайлович Михайленко (нар.  3 березня 1965, Дніпропетровськ, Українська РСР) — член Державної комісії з регулювання ринків фінансових послуг України ; директор департаменту реєстрації, ліцензування та дозвільних процедур (06.2009-12.2010).

## Освіта
Дніпропетровський металургійний інститут, технологічний факультет (1982—1987), інженер-металург.

## Трудова діяльність
- З 08.1987 — інженер відділу наукової організації праці та управління Дніпропетровського трубопрокатного заводу імені Леніна.
- З 07.1989 — секретар комітету комсомолу Дніпропетровського трубопрокатного заводу імені Леніна, Ленінський райком ЛКСМУ міста Дніпропетровська.
- З 10.1990 — експерт Українського відділу інформаційного молодіжного прес-агентства («УкВ ІМА-прес»).
- 12.1991-05.1994 — заступник генерального директора, генеральний директор Інституту міжнародних зв'язків, економіки, політики та права.
- 1989—1990 — член Демплатформи в КПРС.
- 1993—1994 — голова Дніпропетровської організації ПДВУ, Дніпропетровської обласної організації об'єднання «Нова Україна».
- 1997—1998 — голова Дніпропетровської міської організації партії ВО «Громада».
- 09.1996-11.1997 — голова Експертної ради з питань страхування при Кабінеті Міністрів України.
- 12.1995-05.1996 — радник першого віце-прем'єр-міністра України на громадських засадах
- 10.1996-05.1998 — президент Ліги страхових організацій України.
- 04.1999-10.2001 — помічник народного депутата України Олександра Турчинова.
- 06.2002-01.2003 — заступник директора ТОВ «БІП».
- 06.-10.2003 — помічник народного депутата України Валерія Пустовойтенка.
- 10.2003-01.2004 — президент страхової компанії «БСК».
- 03.2004-09.2005 — директор депутатського клубу «Парламент».
- З 06.2006 — помічник-консультант народного депутата України Юрія Самойленка.
- 03.2008-06.2009 — заступник Голови Державної комісії з регулювання ринків фінансових послуг України.

Був членом спеціальної слідчої комісії Верховної Ради України з питань перевірки діяльності ЧМП «Бласко», членом спеціальної комісії Верховної Ради України з доопрацювання проекту Закону «Про вибори народних депутатів України» як автор проекту (1997).
Державний службовець 1-го рангу.
Захоплюється футболом.

## Парламентська діяльність
Народний депутат України 2-го скликання з квітня 1994 (2-й тур) до квітня 1998, Жовтневого виборчого округу № 76, Дніпропетровської області, висунутий виборцями. Член Комітету боротьби з організованою злочинністю. Член групи «Єдність». На час виборів: директор Інституту міжнародних зв'язків, економіки, політики і права, член Партії демократичного відродження України.

## Сім'я
Батько Михайло Андрійович (1945) — тех. директор Дніпроп. трубного з-ду; мати Людмила Леонідівна (1945) — пенс.; дружина Олена Миколаївна (1964) — менеджер; син Антон (1987) — студент.